# Lisjötarmen
Lisjötarmen är en sjö i Surahammars kommun i Västmanland och ingår i Norrströms huvudavrinningsområde. Sjöns area är 0,025 kvadratkilometer och den befinner sig 106 meter över havet.